# Wilhelm Beukenberg
Wilhelm Beukenberg (* 10. November 1858 in Werne; † 15. Juli 1923 in Dortmund) war ein deutscher Manager und Politiker (DVP).
Beukenberg besuchte die Höhere Bürgerschule Bochum und machte von 1877 bis 1879 Praktika in Staatswerkstätten und Maschinenbetrieben. Ab 1879 studierte er an der TH Charlottenburg Maschinenbau. Er wurde zum Dr. Ing. promoviert. 1884 wurde er Regierungsbauführer und 1888 Regierungsbauführer im Maschinenfach. Im November 1888 übernahm er den Konstruktionsbetrieb der Dortmund-Gronau-Enscheder Eisenbahn und wurde 1891 erster technischer Direktor und Vorstandsmitglied der Bahn. Nach der Verstaatlichung der Bahn 1903 trat er zurück und wurde Leiter des Hoerder Bergwerks- und Hüttenvereins. Seit 1908 war er Generaldirektor der Phoenix AG für Bergbau und Hüttenbetrieb in Hörde. 1921 trat er von dieser Funktion zurück und wechselte in den Aufsichtsrat. Vom Mai 1921 bis zu seinem Tod am 15. Juli 1923 war er Mitglied im Preußischen Staatsrat.
1913 wurde er zum geheimen Bergrat ernannt.